# 세바스티안 아브레우
와싱톤 세바스티안 아브레우 가요(스페인어: Washington Sebastián Abreu Gallo, 1976년 10월 17일 ~)은 우루과이의 전 축구 선수로, 현재는 축구 감독이다. 현역 시절 포지션은 스트라이커였다.